# The Void (Parkway Drive)
The Void è un singolo del gruppo musicale australiano Parkway Drive, il secondo estratto dal loro sesto album in studio Reverence e pubblicato il 13 marzo 2018.

## Video musicale
Il videoclip del brano, diretto da Allan Hardy, vede i Parkway Drive suonare il brano all'interno di un bunker e, contemporaneamente, cercare di impedire a degli uomini armati e con un equipaggiamento antisommossa di fare irruzione all'interno della struttura, letteralmente sdoppiandosi. Quando finalmente gli avversari riescono a penetrare, durante una strenua lotta uccidono i musicisti. Alla fine del video uno degli invasori, ucciso il cantante Winston McCall, si toglie il casco rivelandosi McCall stesso.

## Tracce
1. The Void – 3:53

## Classifiche
| Classifica (2018)             | Posizione massima |
| ----------------------------- | ----------------- |
| Stati Uniti (mainstream rock) | 21                |